# Platan kalifornijski
Platan kalifornijski (Platanus racemosa Nutt.) – gatunek rośliny z rodziny platanowatych (Platanaceae T. Lestib. ex Dumort.). Występuje naturalnie w południowo-zachodniej części Stanów Zjednoczonych (w środkowo-zachodniej Kalifornii) oraz w północno-zachodnim Meksyku (w stanie Kalifornia Dolna). Ponadto jest uprawiany. 

## Morfologia

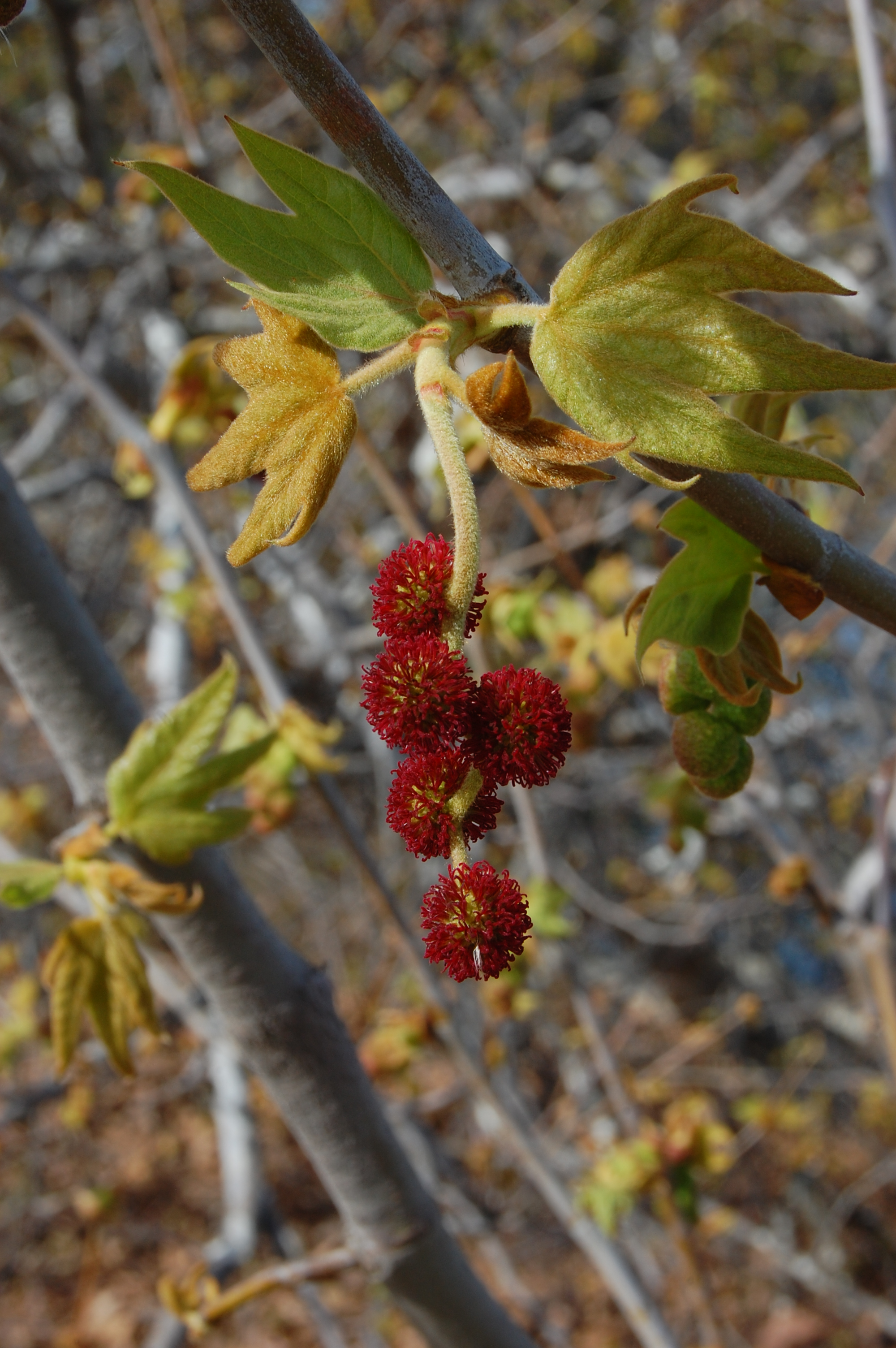
Kwiaty

PokrójZrzucające liście drzewo dorastające do 15 m wysokości. Młode pędy są omszone.
LiścieSą dłoniasto-klapowane, z 3 lub 5 klapami. Mierzą 10–25 cm długości oraz 10–25 cm szerokości. Są owłosione od spodu. Blaszka liściowa jest o ostrym lub spiczastym wierzchołku. Ogonek liściowy jest omszony. Przylistki są nietrwałe, ząbkowane na brzegu.
KwiatySą niepozorne, zebrane w kłębiki, rozwijają się w kątach pędów. Dorastają do 20–25 cm długości.
OwoceNiełupki o rozwartym kształcie, osiągają 7–10 mm długości, zebrane są w kuliste owocostany o długości 3 cm.

## Biologia i ekologia
Jest rośliną jednopienną. Rośnie w widnych oraz na brzegach rzek. Występuje na wysokości do 1500 m n.p.m. Kwitnie od marca do maja, natomiast owoce dojrzewają od czerwca do października.